# Michel Roset

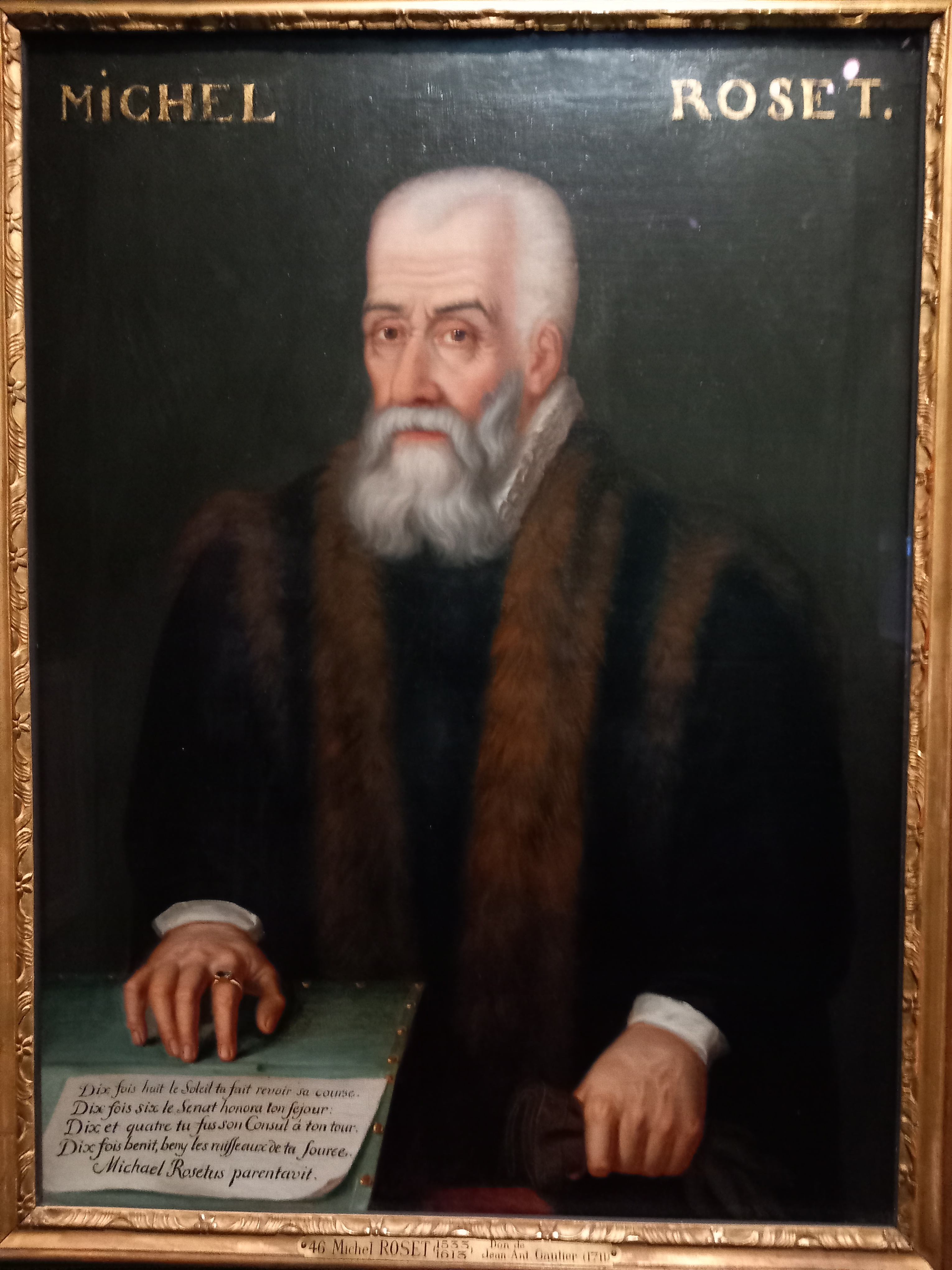
Michel Roset, Musée de la Réforme, Genève

Michel Roset, né le 15 juin 1534 et mort le 26 août 1613 à Genève, est une personnalité politique et ambassadeur genevois.

## Biographie

### Famille
Il est le fils de Claude Roset (1495-1549), syndic et soutien politique de Calvin et de Françoise Navis née vers 1500. Il a deux frères : Esdras Roset (qui sera aussi membre du Conseil des Deux-Cents) né vers 1536 et Osias Roset né vers 1538, et une sœur née vers 1540 nommée Léa Roset.
Au cours de sa vie il sera marié deux fois :
- En 1554, avec Philippa de La Mer, dont il aura 3 enfants : Samuel Roset (1556-†), Judith Roset (1558-†) et Daniel Roset (1558-1622), futur syndic de Genève.
- En 1560, avec Claudine de Roches, dont il aura au moins 8 enfants dont sept filles et un garçon : Esther Roset, Elisabeth Roset, Marie Roset, Dorothée Roset, Judith Roset, Léa Roset, Michel Roset (futur procureur général de Genève) et Jeanne Roset[3].

### Carrière politique
Sa titulature exacte est « Seigneur de Châteauvieux, de Russin, de Dardagny et de Marval, citoyen de Genève ; membre du Conseil des Deux-Cents, conseiller du Petit-Conseil, secrétaire d'État de Genève, Syndic, lieutenant de justice de Genève, Premier Syndic de Genève, Ambassadeur de la Seigneurie de Genève ».
Dès 1555-1556, il devient membre du Conseil des Deux-Cents de Genève, et parallèlement il est secrétaire d'État de décembre 1555 à 1557 et en 1559. En 1560, il est élu au sein du Petit-Conseil : il exerce la fonction officielle de syndic sans interruption de 1560 à 1612, et celle de premier syndic tous les 4 ans.
Il exerce aussi la fonction de lieutenant de justice de Genève à plusieurs reprises : 1563, 1567, 1571, 1575, 1579, 1582, 1586 et 1595.
En tant qu'« Ambassadeur de la Seigneurie de Genève » et grâce en partie à sa très bonne connaissance de l'allemand - qu'il a appris à Zurich à l'âge de 14 ans - il joue un rôle important dans la signature de deux traités de combourgeoisie avec Soleure en 1579 et avec Berne et Zurich en 1584, signés par Genève après ceux signés en 1526 avec Berne et 1519 avec Fribourg (ce dernier étant cassé en 1535 pour motif confessionnel).
En 1559, il inaugure l'Académie de Genève aux côtés de Jean Calvin et Théodore de Bèze.
Il serait l'inventeur, le réinventeur ou l'instigateur de l'utilisation à cette époque à Genève du « mantelet ». Le chant Cé qu'è lainô datant de 1603 mentionne en langue franco-provençale cette utilisation lors de la nuit de L'Escalade : « Is alaron vitaman sur la Treille Yon d'antre leu s'aveza d'onna adresse Et fit alla queri lé mantelet Pé s'an servi quemqn de parapet. »
En juillet 1603, à la suite de l'Escalade, il représente Genève lors de la signature du Traité de paix de Saint-Julien avec le Duc de Savoie.
Ses funérailles ont lieu en août 1613 en la cathédrale Saint-Pierre de Genève où il est inhumé aux côtés de Théodore de Bèze.
Il est l'auteur de chroniques sur l'histoire de Genève intitulée Les chroniques de Genève publiées pour la première fois par Henri Fazy aux éditions Georg en 1894 d'après le manuscrit original. Une rue porte son nom dans le quartier des Pâquis à Genève.